# Litsea breviumbellata
Litsea breviumbellata är en lagerväxtart som beskrevs av C. K. Allen. Litsea breviumbellata ingår i släktet Litsea och familjen lagerväxter. Inga underarter finns listade i Catalogue of Life.